# یو یامادا
یو یامادا (انگلیسی: Yu Yamada؛ زادهٔ ۵ ژوئیهٔ ۱۹۸۴) یک خواننده اهل ژاپن است. وی از سال ۱۹۹۹ میلادی تاکنون مشغول فعالیت بوده‌است. 